# Brücke-Museum Berlin
Brücke-Museum i Berlin har världens största samling verk av konstnärer i den tyska expressionistiska konstnärsgruppen Brücke (1905–1913).

## Historia
Museet, som ligger i Berlinstadsdelen Dahlem, intill Grunewald, invigdes 1967 (i dåvarande Västberlin). Till grund för museet var de stora samlingar av verk som skänkts till Berlin av både Karl Schmidt-Rottluff och Erich Heckel, två av konstnärsgruppens grundare. Därefter har man efter hand köpt in fler verk för att fortsätta komplettera samlingen.

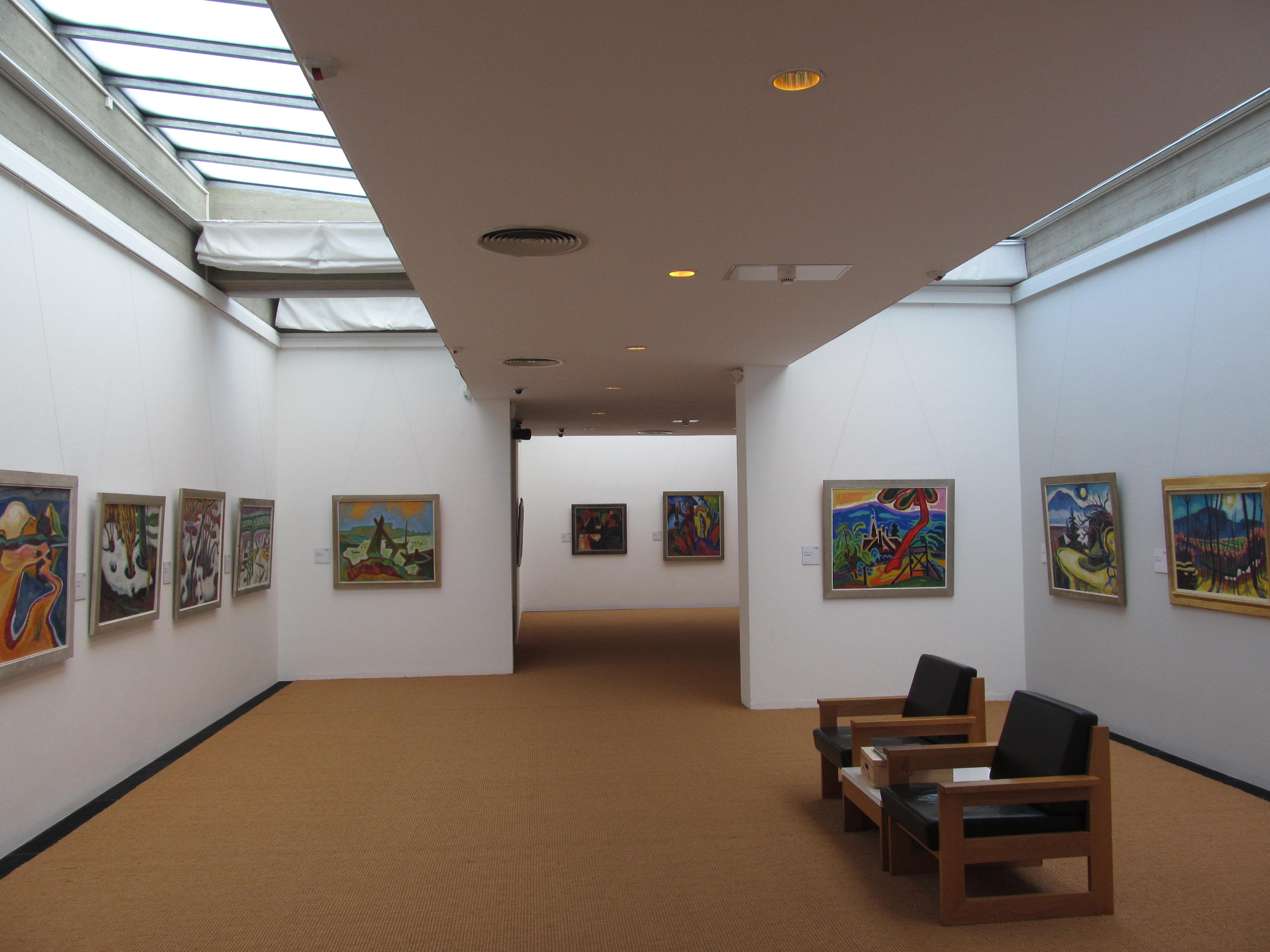
Interiör, 2015.

## Utställningar
Museets utställningsyta är inte större än 500 m2, men utställningarna varieras med olika teman och museet lånar ibland in verk från andra håll.
Museet bidrar också till utställningar av sina verk på andra orter i landet och ibland utomlands.

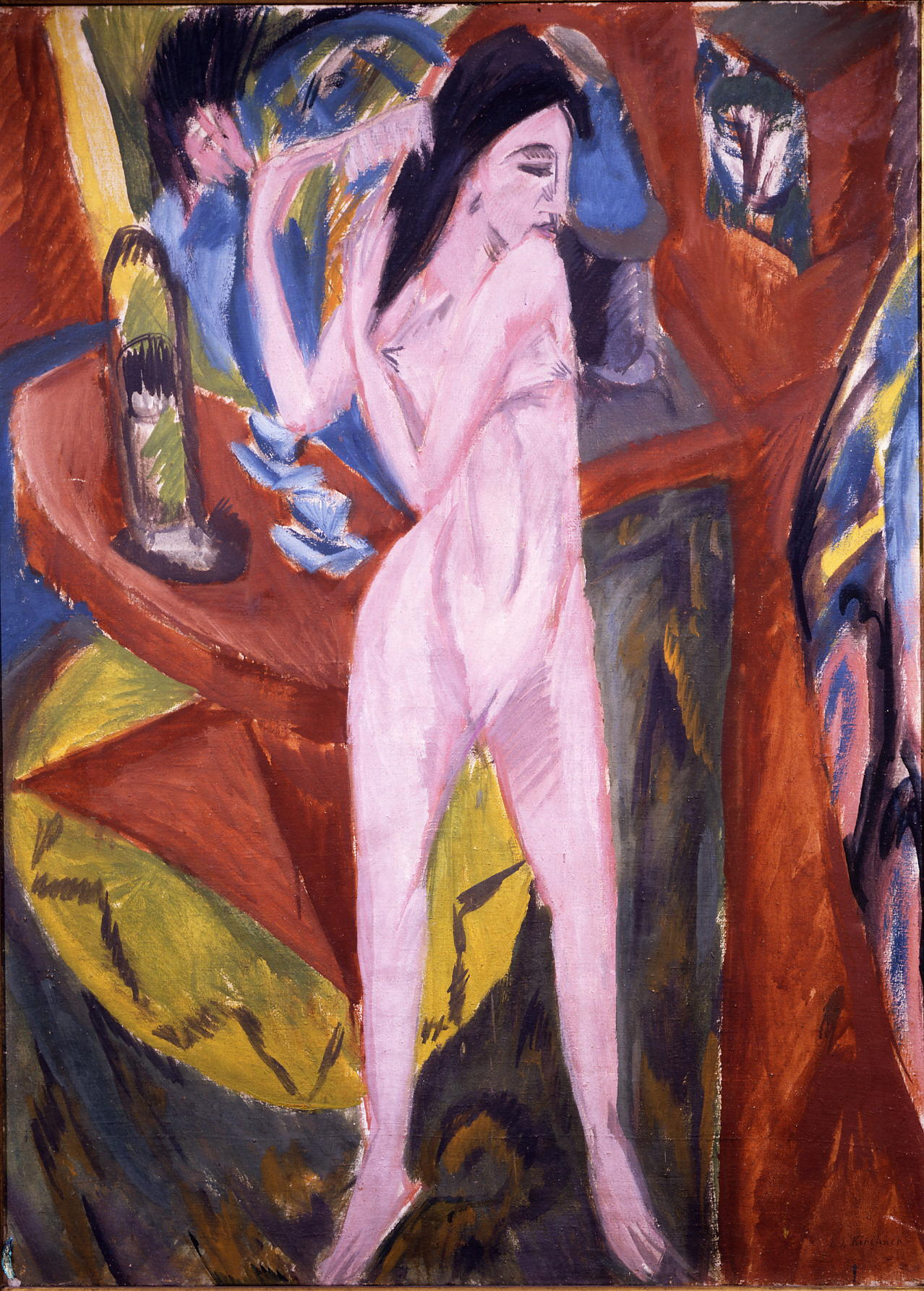
Sich kämmender Akt
Olja på duk
Ernst Ludwig Kirchner (1913)

## Brücke
Brücke grundades 1905 av Ernst Ludwig Kirchner, Fritz Bleyl, Erich Heckel och Karl Schmidt-Rottluff. Fram till 1910 tillkom även Emil Nolde, Max Pechstein och Otto Mueller. Gruppen flyttade 1911 till Berlin och upplöstes formellt 1913.